# Streptocephalus dorothae
Streptocephalus dorothae är en kräftdjursart som beskrevs av J.G. Mackin 1942. Streptocephalus dorothae ingår i släktet Streptocephalus och familjen Streptocephalidae. Inga underarter finns listade i Catalogue of Life.